# Mentzelia speciosa
Mentzelia speciosa är en brännreveväxtart som beskrevs av Osterhout. Mentzelia speciosa ingår i släktet Mentzelia och familjen brännreveväxter. Inga underarter finns listade i Catalogue of Life.